# Dara Khosrowshahi

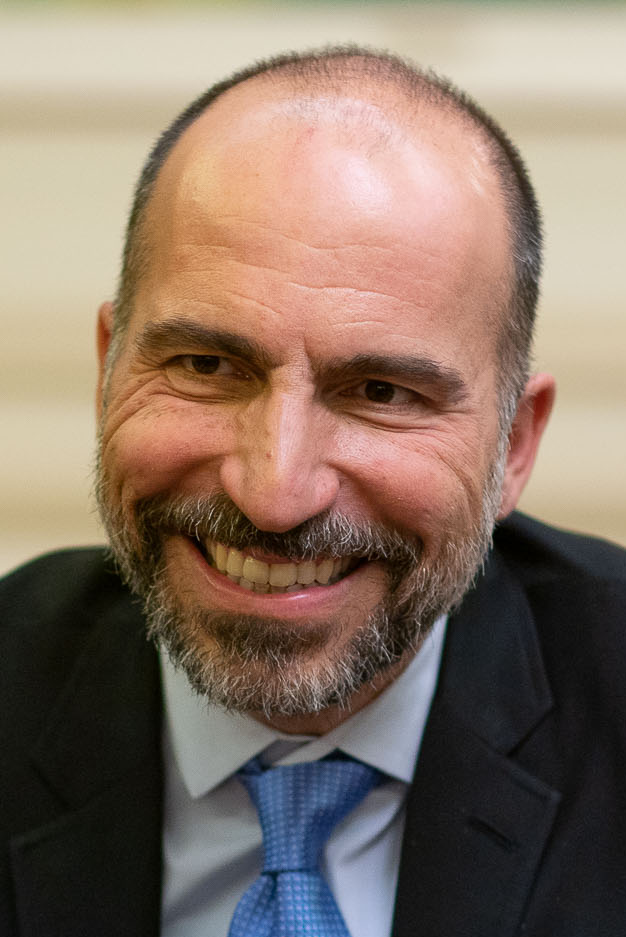
Dara Khosrowshahi (2019)

Dara Khosrowshahi oder Dara Chosrowschahi (persisch دارا خسروشاهی;*  28. Mai 1969 in Teheran, Iran) ist ein iranisch-US-amerikanischer Manager und seit 2017 CEO (Geschäftsführer) von Uber. Khosrowshahi war zuvor CEO der Expedia Group und Aufsichtsratsmitglied der The New York Times Company.

## Biografie
Khosrowshahi wurde als Kind einer reichen iranischen Unternehmerfamilie geboren. Mit seiner Mutter musste er 1978 kurz vor der Islamischen Revolution nach Frankreich fliehen. Später wanderten beide in die Vereinigten Staaten aus, wo sie sich in Tarrytown (New York) niederließen. 1987 machte er seinen Abschluss an der Hackley School, einer privaten Universität-Vorbereitungsschule in Tarrytown. 1991 schloss er sein Studium der Elektrotechnik und Elektronik an der Brown University mit einem B.S. ab, wo er Mitglied der Studentenverbindung Sigma Chi war.
1991 kam Khosrowshahi als Analyst zu Allen & Company, einer Investmentbank. 1998 verließ er Allen & Company, um für einen seiner früheren Kunden bei der Bank Barry Diller zu arbeiten, zunächst bei Diller’s USA Networks, wo er die Positionen des Senior Vice President für strategische Planung und dann des Präsidenten innehatte, und später als Chief Financial Officer von InterActiveCorp, einem anderen von Diller kontrollierten Unternehmen. Im Jahr 2001 kaufte InterActiveCorp Expedia und im August 2005 wurde Khosrowshahi CEO von Expedia.
2017 verließ Khosrowshahi Expedia, um neuer CEO von Uber zu werden. Für den Wechsel erhielt er von Uber eine Vergütung von 200 Millionen US-Dollar, musste allerdings Aktienoptionen an Expedia aufgeben.

## Familie
Khosrowshahi hat zwei Kinder aus seiner ersten Ehe (1998–2009) mit Kathleen Khosrowshahi, einer ehemaligen Tänzerin und Filmstylistin. Am 12. Dezember 2012 heiratete Khosrowshahi Sydney Shapiro, eine ehemalige Vorschullehrerin und Schauspielerin.
Sein Onkel Hassan Khosrowshahi floh ebenfalls aus dem Iran und ist heute Milliardär. Sein Cousin Amir war Mitbegründer von Nervana Systems, das 2016 für 408 Millionen Dollar von Intel übernommen wurde. Er ist auch mit Darian Shirazi verwandt, dem Gründer des Softwareunternehmen Radius und dem ersten Praktikanten, der von Facebook eingestellt wurde.